# 高雄市 (日本統治時代)

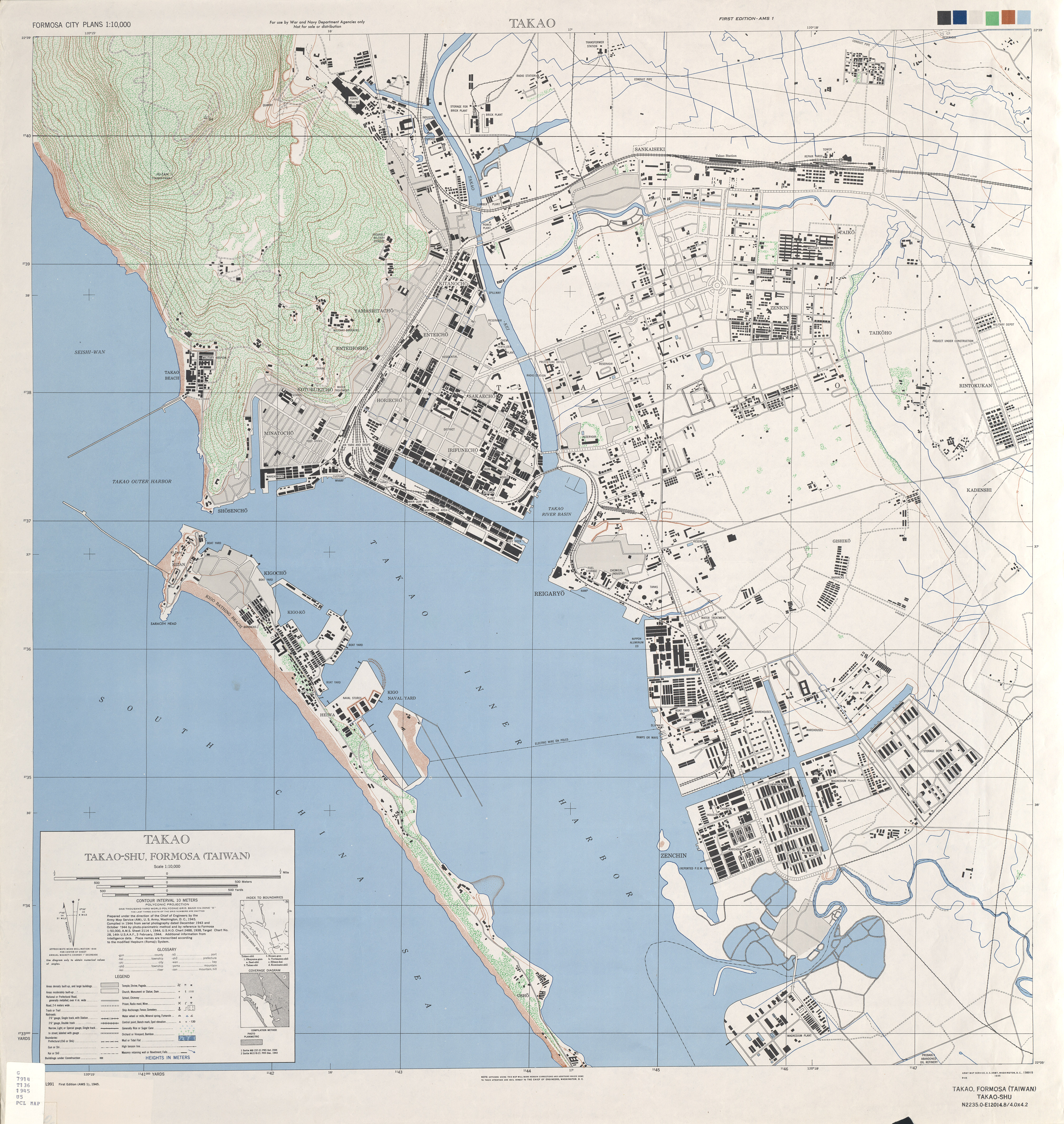
アメリカ陸軍が制作した高雄市街の地図（1945年）

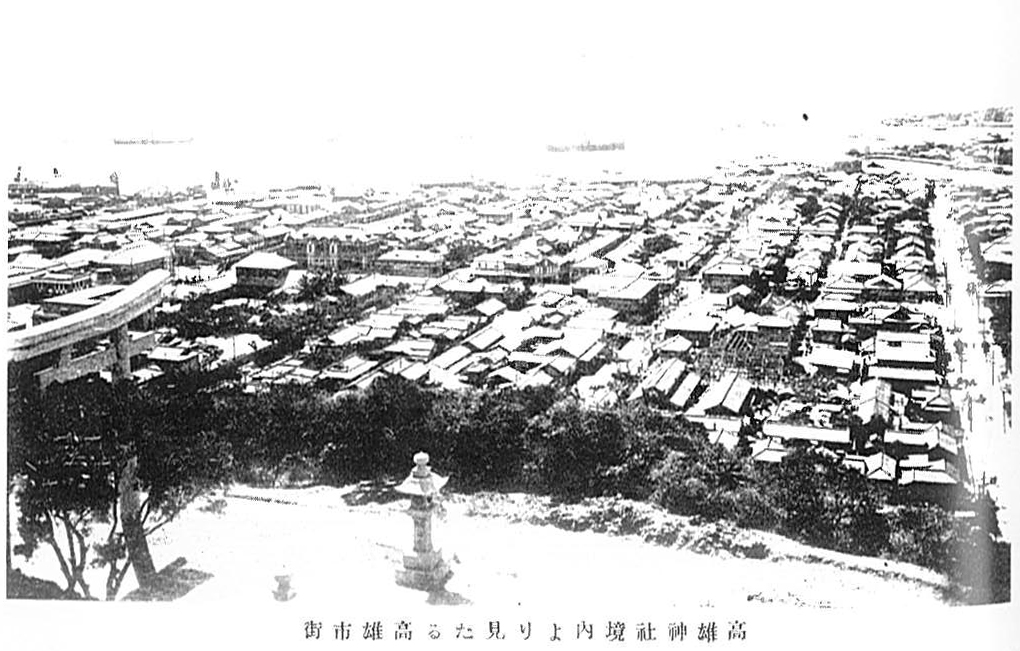
高雄神社から市街を望む

高雄市（たかおし）は、日本統治時代の台湾に存在した市。高雄州に属した。

## 歴史

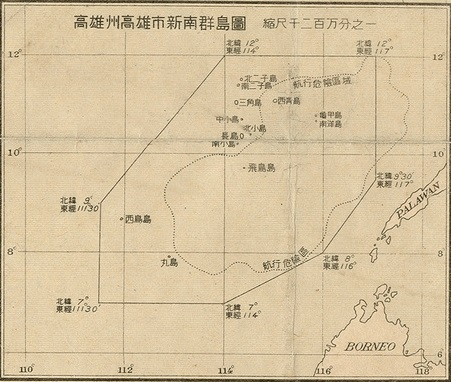
新南群島の地図（1940年）

- 1924年（大正13年）12月25日 - 高雄郡（中国語版）高雄街（中国語版）が市制を施行して高雄市が発足し、市域は市制施行前と同様の12の大字（高雄（中国語版）・中洲（中国語版）・大港（中国語版）・三塊厝（中国語版）・林徳官（中国語版）・大港埔（中国語版）・前金（中国語版）・苓雅寮（中国語版）・過田子（中国語版）・戲獅甲（中国語版）・前鎮（中国語版）・内惟（中国語版））に分けられる[1][2]。
- 1925年（大正14年）12月27日 - 町名改正（中国語版）を実施。大字高雄が分割されて14の町（哨船町（中国語版）・湊町（中国語版）・新浜町（中国語版）・山下町（中国語版）・田町（中国語版）・寿町（中国語版）・堀江町（中国語版）・入船町（中国語版）・塩埕町（中国語版）・栄町・北野町（中国語版）・旗後町（中国語版）・平和町・緑町（中国語版））が設置される。
- 1932年（昭和7年）12月1日 - 岡山郡左営庄（中国語版）の一部（大字桃子園（中国語版）・前峰尾（中国語版））を編入。
- 1939年（昭和14年）3月30日 - 新南群島（南沙諸島の一部）を編入。大字新南群島（中国語版）を設置[3]。
  - 9月16日 - 市役所の新庁舎（現：高雄市立歴史博物館）が完成[4]。
- 1940年（昭和15年）10月1日 - 岡山郡左営庄および鳳山郡鳳山街の一部（大字籬子内（中国語版）・五塊厝（中国語版）および大字赤山（中国語版）の一部）・小港庄（中国語版）の一部（大字草衙（中国語版）・仏公（中国語版））・鳥松庄（中国語版）の一部（大字湾子内（中国語版）・本館（中国語版））を編入。
- 1941年（昭和16年）6月22日 - 大港埔に新たな高雄駅が開業し、元の高雄駅は高雄港駅に改称される[5]。
- 1943年（昭和18年）10月1日 - 岡山郡楠梓庄（中国語版）の一部（大字楠梓（中国語版）・土庫（中国語版）・後勁（中国語版））を編入[6]。
- 1944年（昭和19年）10月から1945年（昭和20年/民国34年）5月 - アメリカ軍による空襲を受ける（高雄大空襲（中国語版））。
  - 10月25日 - 中華民国国民政府による台湾接収に伴い、台湾総督府が廃止される。
  - 11月11日 - 台湾省の省轄市（現：市）としての高雄市が発足する[7]。

## 区
1935年、台湾総督府は市の行政を円滑に進めるために「台湾市制」を改正して市の下部に区を新設した。高雄市には同年10月1日に20の区が設置され、各区の区長が選出された。1940年10月1日、左営・右沖・覆鼎金・湾子内・五塊厝・籬子内・草衙の7区が新設されて合計27区となった。
| 区名       | 範囲                                          |            | 区名                                                    | 範囲 |
| ---------- | --------------------------------------------- | ---------- | ------------------------------------------------------- | ---- |
| 哨船町区   | 哨船町・寿町（西子湾）・桃子園（104-127番地） | 三塊厝区   | 三塊厝・大港                                            |      |
| 湊町区     | 湊町                                          | 苓雅寮区   | 苓雅寮                                                  |      |
| 新浜町区   | 新浜町                                        | 前鎮区     | 前鎮・戲獅甲                                            |      |
| 山下町区   | 山下町・寿町（1-19番地）                      | 前金区     | 前金                                                    |      |
| 田町区     | 田町・内惟（一部）                            | 過田子区   | 過田子・林徳官・大港埔                                  |      |
| 塩埕町一区 | 塩埕町（小売市場以南）                        | 内惟区     | 内惟（一部)                                             |      |
| 塩埕町二区 | 塩埕町（小売市場以北）                        | 左営区     | 埤子頭・竹子腳・部後・左営・前峯尾・桃子園（1-103番地） |      |
| 北野町区   | 北野町                                        | 右沖区     | 下蚵子寮・援中港・下塩田・右沖                          |      |
| 堀江町区   | 堀江町                                        | 覆鼎金区   | 菜公・覆鼎金                                            |      |
| 入船町区   | 入船町                                        | 湾子内区   | 湾子内・本館・獅頭                                      |      |
| 栄町区     | 栄町                                          | 五塊厝区   | 五塊厝                                                  |      |
| 旗後町区   | 旗後町                                        | 籬子内区   | 籬子内                                                  |      |
| 平和町区   | 平和町                                        | 草衙区     | 草衙・佛公                                              |      |
| 中洲区     | 緑町・中洲                                    | 新南群島区 | 新南群島                                                |      |

## 歴代首長
| 代       | 氏名       | 写真     | 在任期間                        |
| 高雄市尹 | 高雄市尹   | 高雄市尹 | 高雄市尹                        |
| -------- | ---------- | -------- | ------------------------------- |
| 1        | 岩本多助   |          | 1924年12月23日 - 1927年8月16日  |
| 2        | 齋藤玄寿郎 |          | 1927年8月16日 - 1929年5月17日   |
| 3        | 今井昌治   |          | 1929年5月17日 - 1932年4月21日   |
| 4        | 小林儀三郎 |          | 1932年4月21日 - 1934年9月3日    |
| 5        | 松尾繁治   |          | 1934年9月3日 - 1937年11月30日   |
| 6        | 宗藤大陸   |          | 1937年11月30日 - 1940年10月28日 |
| 高雄市長 |            |          |                                 |
| 1        | 宗藤大陸   |          | 1940年10月28日 - 1941年1月31日  |
| 2        | 小島猛     |          | 1941年1月31日 - 1942年7月23日   |
| 3        | 横山竹男   |          | 1942年7月23日 - 1943年3月31日   |
| 4        | 中松乙彦   |          | 1943年3月31日 - 1945年10月25日  |

## 施設

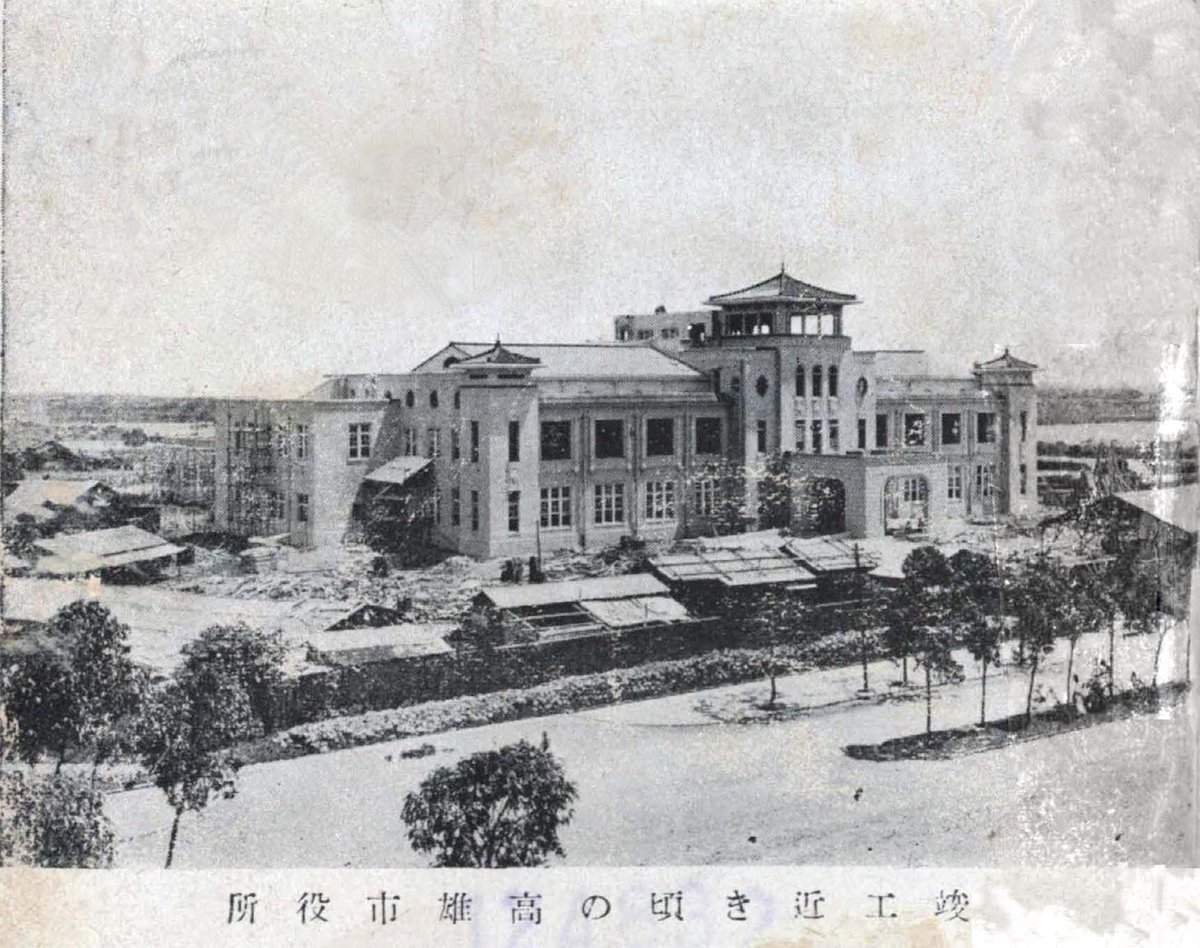
高雄市役所（現：高雄市立歴史博物館）
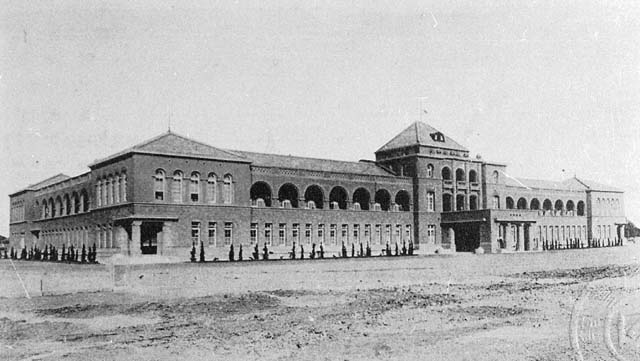
高雄州庁（中国語版）
- 高雄公会堂（元：初代高雄州庁）
- 高雄地方法院（中国語版）
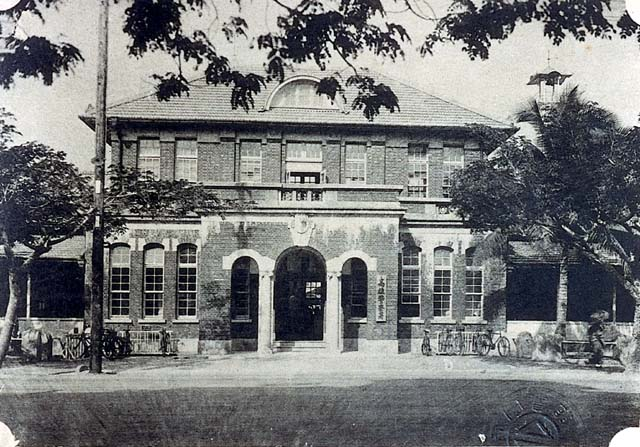
高雄西警察署（中国語版）
- 高雄東警察署（中国語版）
- 高雄郵便局（現：高雄鼓山郵局（中国語版））
- 入船町郵便局
- 高雄検糖支所（中国語版）
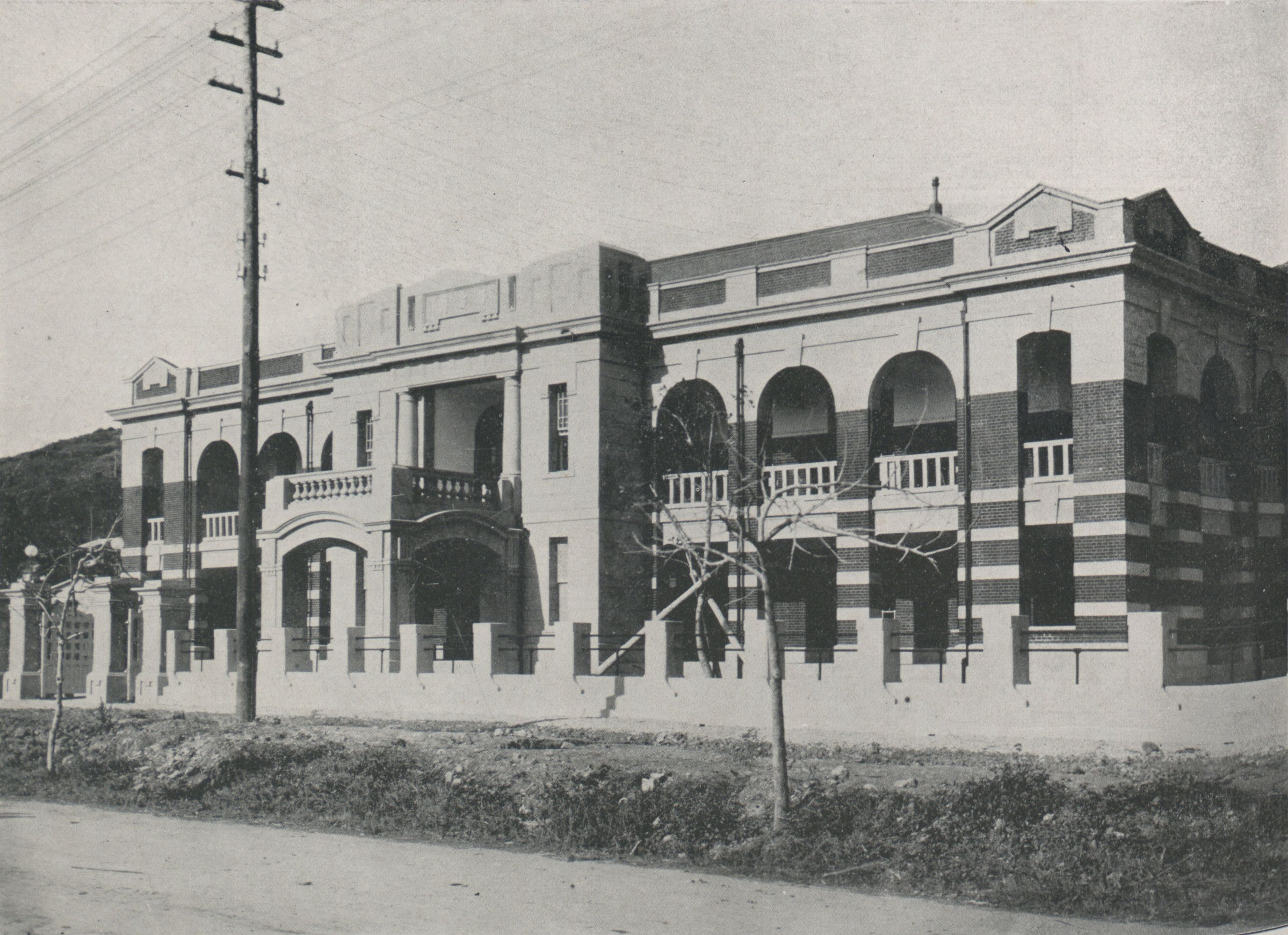
台湾総督府専売局高雄支局（後に原台湾省菸酒公売局高雄分局（中国語版））
- 高雄港
- 高雄港税関事務所（現：高雄港港史館）
- 高雄税関庁（現：財政部関務署高雄関（中国語版））
- 高雄警備府
- 高雄海洋観測所
- 台南刑務所高雄支所
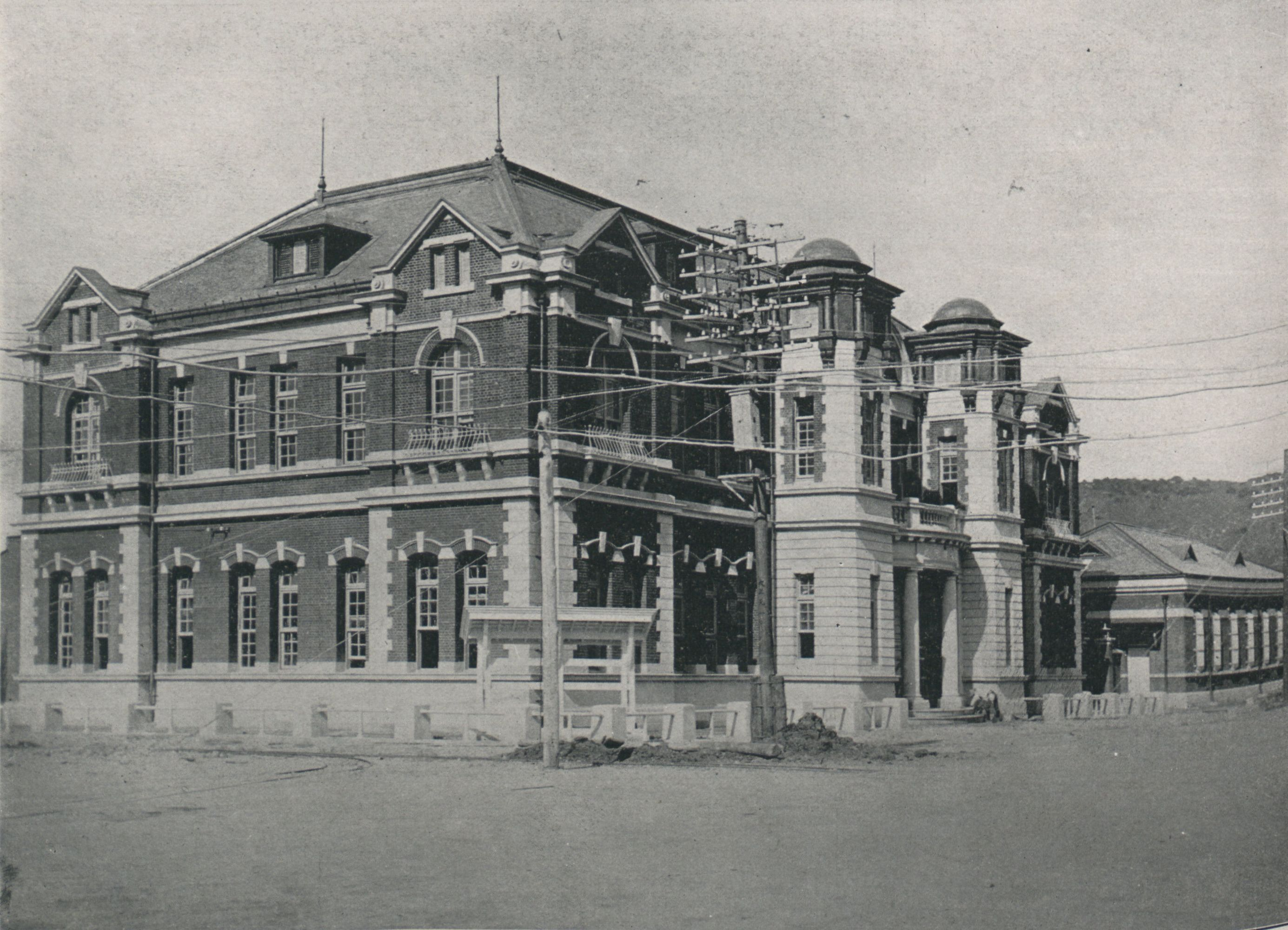
高雄自動電話交換局
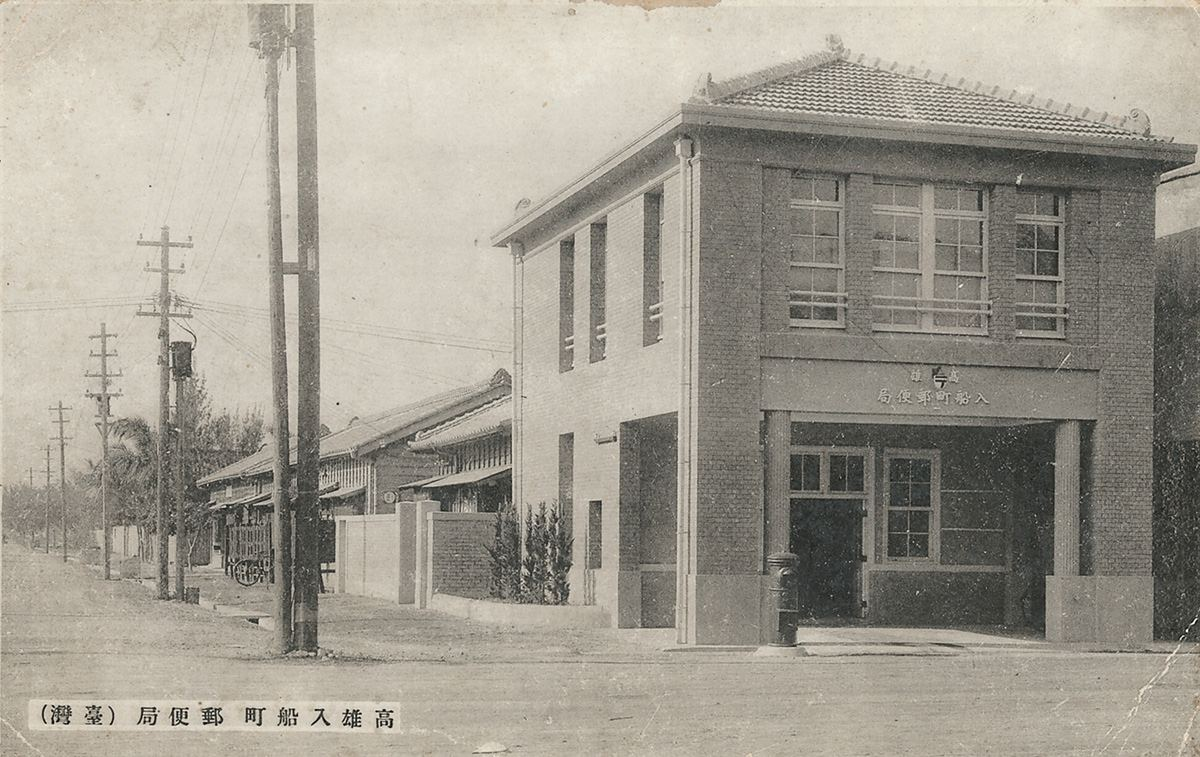
入船町郵便局
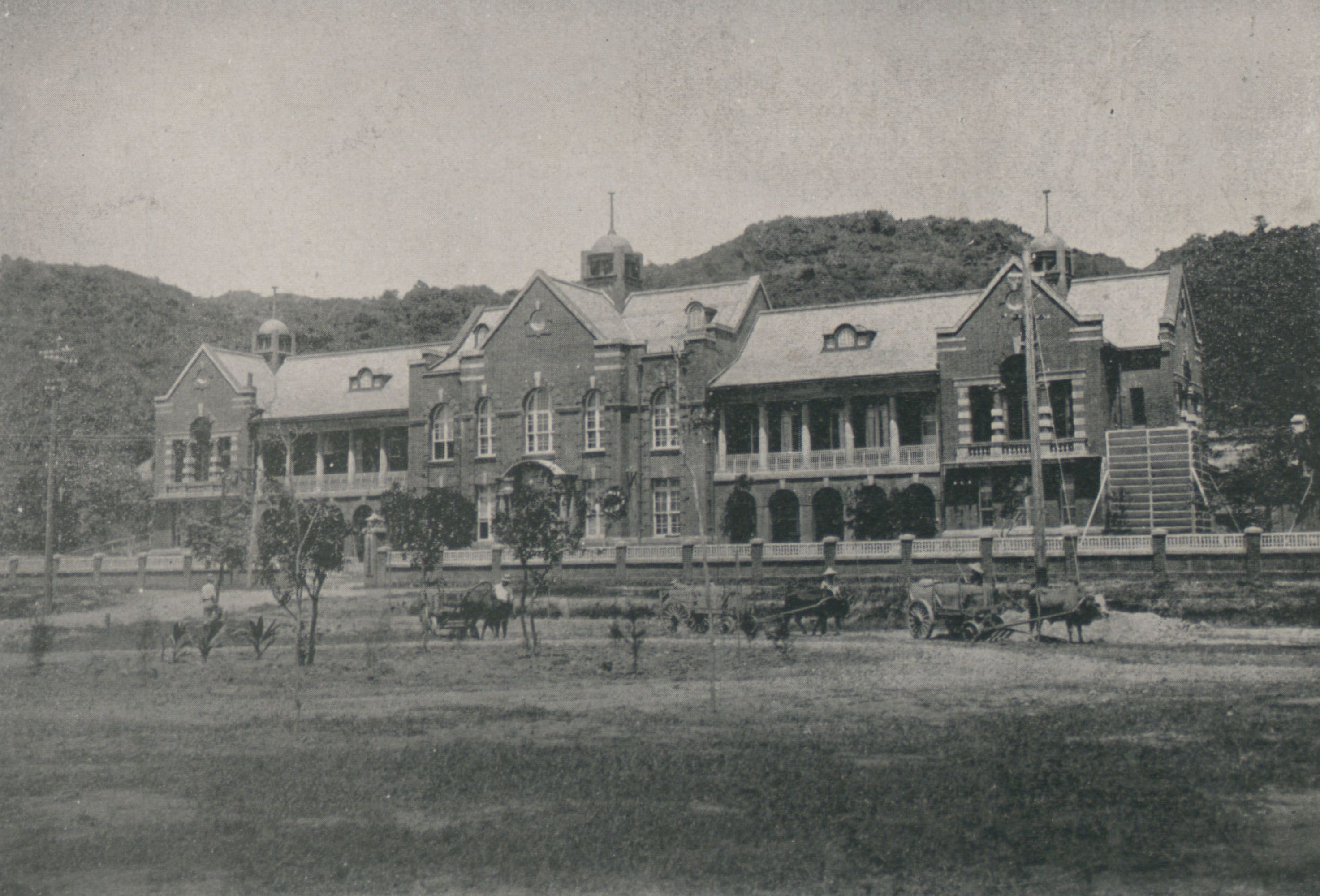
高雄検糖所
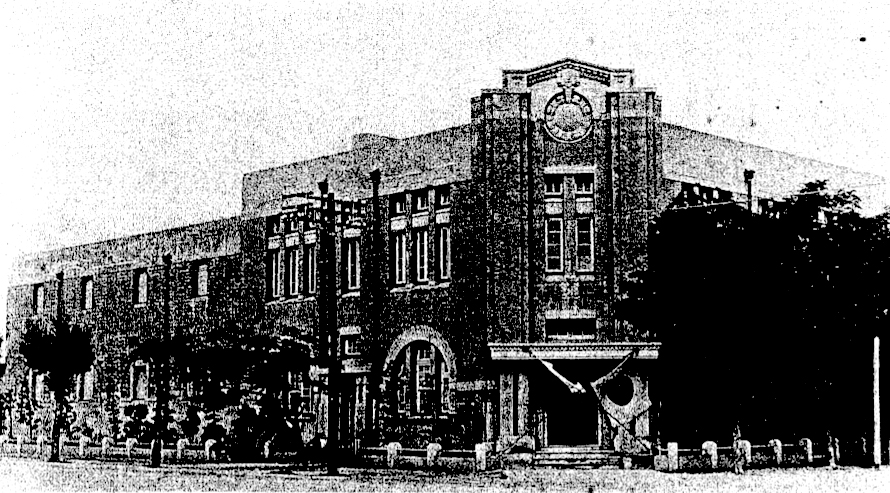
専売局高雄支局
高雄税関庁舎
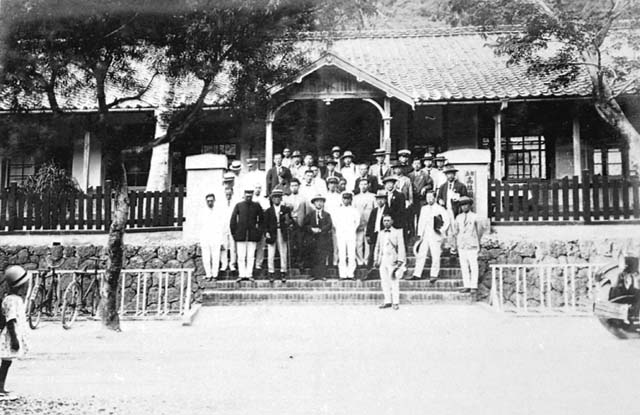
高雄市立図書館
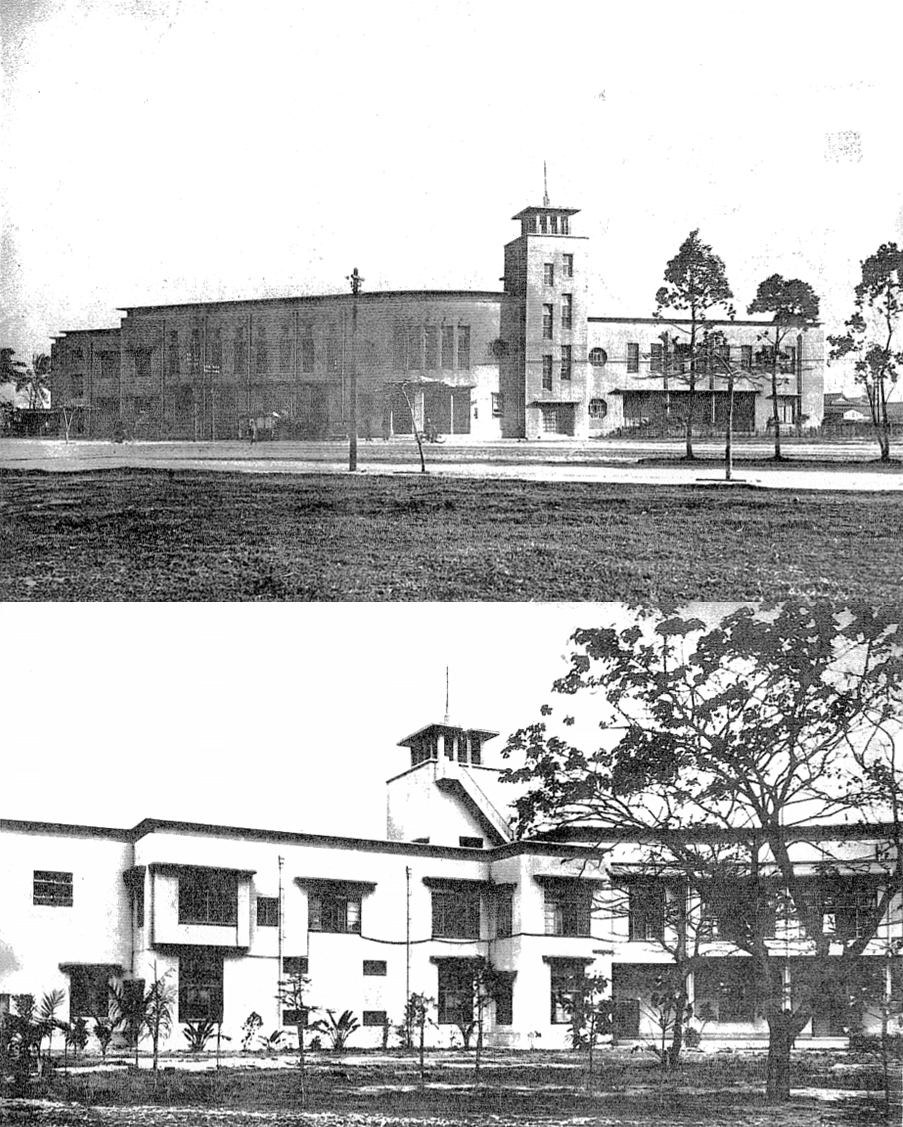
高雄州商工奨励館
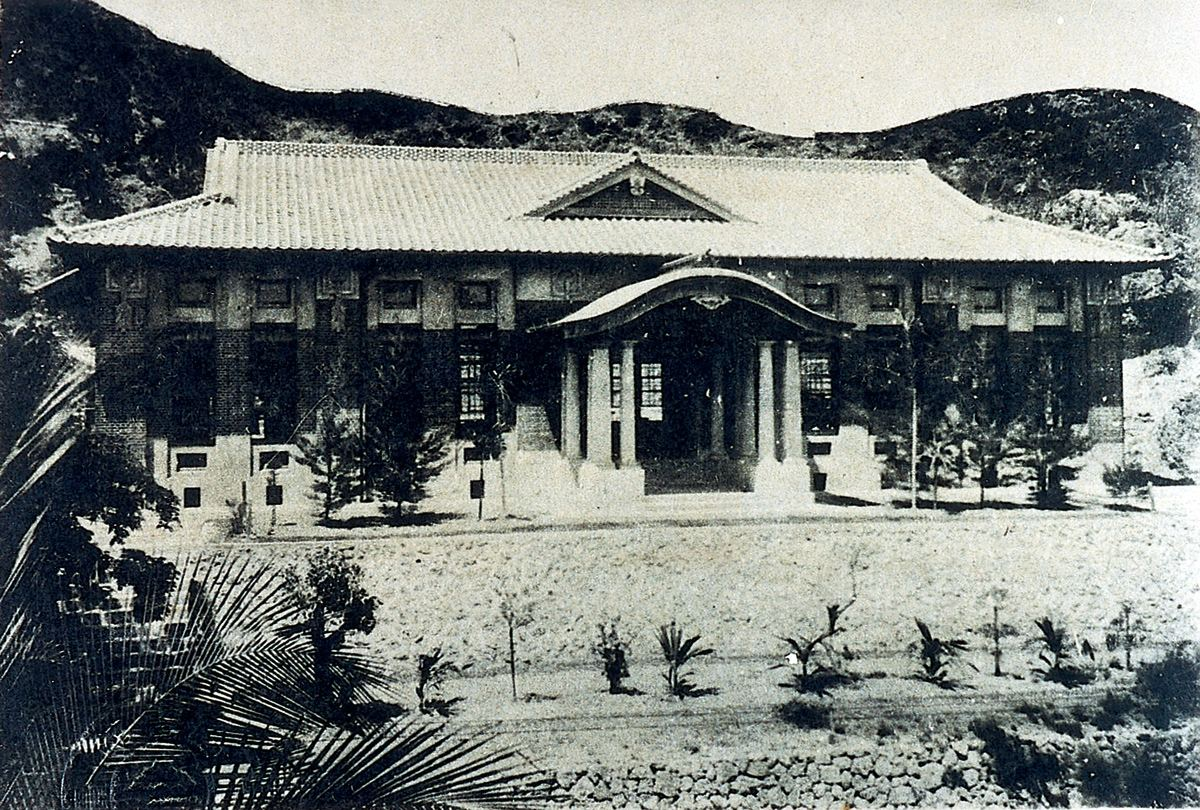
高雄市武徳殿
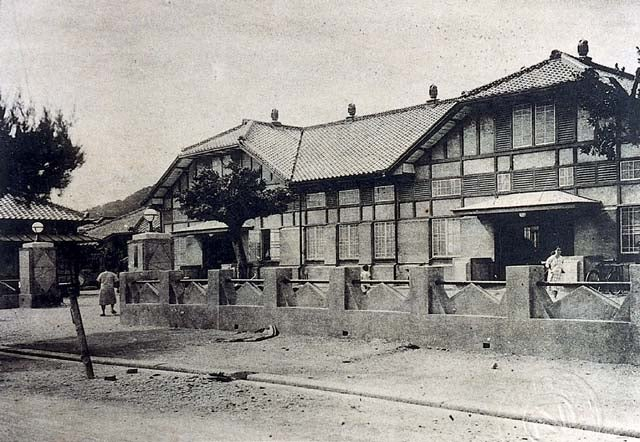
湊町市場（現：鼓山第一公有零售市場（中国語版））

- 高雄市役所
- 高雄州庁
- 高雄西警察署
- 高雄公会堂
- 高雄郵便局
- 入船町郵便局
- 高雄検糖所
- 専売局高雄支局
- 高雄税関庁舎
- 高雄市立図書館
- 高雄州商工奨励館
- 高雄市武徳殿
- 高雄湊町市場

## 医療・福祉

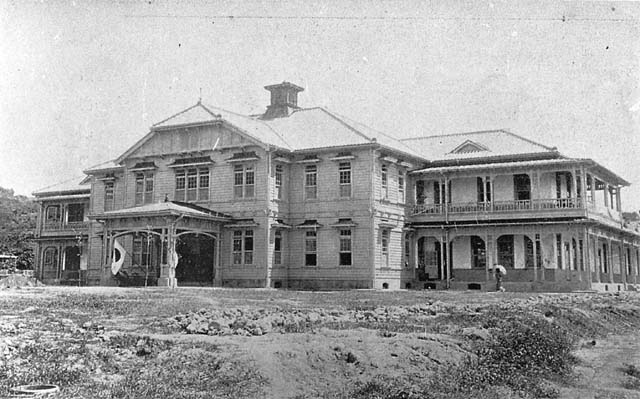
台湾総督府立高雄病院

- 台湾総督府立高雄病院（現：高雄市立民生医院（中国語版））
- 高雄陸軍病院（現：国軍高雄総医院（中国語版））
- 高雄婦人病院
- 寿平安医院
- 緑町平安医院
- 高雄診療所
- 高雄慈惠院
- 仏教慈愛院
- 天主公教会孤児院
- 台湾三成協会高雄支部
- 高雄市斎場（中国語版）
- 高雄市火葬場

## 教育

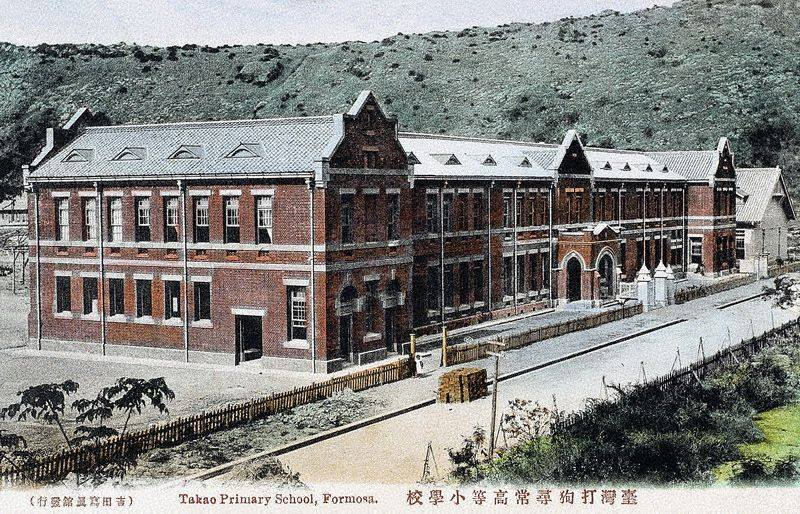
高雄第一尋常高等小学校

### 中等教育

#### 中学校
- 高雄州立高雄第一中学校（現：高雄市立高雄高級中学）
- 高雄州立高雄第二中学校（現：高雄市立高尾高級中学）

#### 高等女学校
- 高雄州立高雄高等女学校（現：高雄市立高雄女子高級中学（中国語版））
- 高雄州立高雄第二高等女学校（現：高雄市立高雄女子高級中学）

#### 実業学校
- 高雄商業補修学校（1935年に高雄商工専修学校へ統合）
- 高雄商工専修学校（1945年に高雄工業学校へ統合）
- 高雄女子技芸学校→高雄淑徳女学校（高雄市立新興高級中学（中国語版））
- 高雄工業学校（現：高雄市立高雄高級工業職業学校）
- 高雄商業学校（現：高雄市立高雄高級商業職業学校（中国語版））

### 初等教育
- 高雄第一尋常高等小学校→高雄市湊国民学校（現：高雄市鼓山区鼓山国民小学）
- 高雄第二尋常高等小学校→堀江尋常高等小学校→堀江国民学校（現：高雄市塩埕区塩埕国民小学）
- 大和尋常小学校→大和国民学校（現：高雄市前金区前金国民小学）
- 左営尋常小学校→左営国民学校（現：高雄市左営区左営国民小学）
- 高雄第一公学校→平和公学校→平和国民学校（現：高雄市旗津区旗津国民小学（中国語版））
- 高雄第一公学校中洲分教場→中洲公学校→中洲国民学校（現：高雄市旗津区中洲国民小学）
- 高雄第二公学校→青葉公学校→青葉国民学校（現：高雄市苓雅区苓洲国民小学（中国語版））
- 高雄第二公学校前鎮分教場→青葉公学校前鎮分教場→青葉国民学校前鎮分教場（現：高雄市前鎮区前鎮国民小学）
- 高雄第三公学校→旭公学校→旭国民学校（現：高雄市三民区三民国民小学）
- 高雄第三公学校三塊厝分教場（後に本校へ統合）
- 高雄第三公学校桃子園分教場→内惟公学校桃子園分教場→清水公学校桃子園分教場（左営軍港の整備に伴い廃校）
- 高雄第四公学校→東園公学校→東園国民学校（現：高雄市新興区大同国民小学（中国語版））
- 左営第一公学校→左営公学校→左営東国民学校（現：高雄市左営区旧城国民学校）
- 左営第二公学校→右沖公学校→右沖国民学校（現：高雄市左営区右昌国民学校）
- 高雄第一公学校内惟分教室→高雄第三公学校内惟分教場→内惟公学校→清水公学校→清水国民学校（現：高雄市鼓山区惟内国民小学（中国語版））
- 内惟国民学校（現：高雄市鼓山区惟内国民小学）
- 左営第一公学校桃子園分教場→左営公学校桃子園分教場→清水公学校桃子園分教場（左営軍港の整備に伴い廃校）
- 楠梓第一公学校→楠梓公学校→ 楠梓国民学校（現：高雄市楠梓区楠梓国民小学）
- 千歳国民学校（現：高雄市三民区河浜国民小学）
- 瑞穂国民学校（現：高雄市三民区鼎金国民小学（中国語版））
- 曙国民学校（現：高雄市苓雅区五権国民小学（中国語版））
- 寿国民学校（現：高雄市鼓山区鼓岩国民小学）
- 双葉国民学校（戦後に鼓山国民小学へ統合）

#### 幼稚園
- 私立高雄幼稚園
- 私立平和幼稚園
- 私立高雄済世幼稚園

## 産業
- 鼓山漁港（中国語版）
- 浅野セメント台湾工場（中国語版）
- 高雄塩場（中国語版）
- 台湾ガス株式会社（中国語版）高雄工場（現：中都唐榮磚窯廠（中国語版））
- 第6海軍燃料廠（中国語版）（後に高雄煉油廠（中国語版））

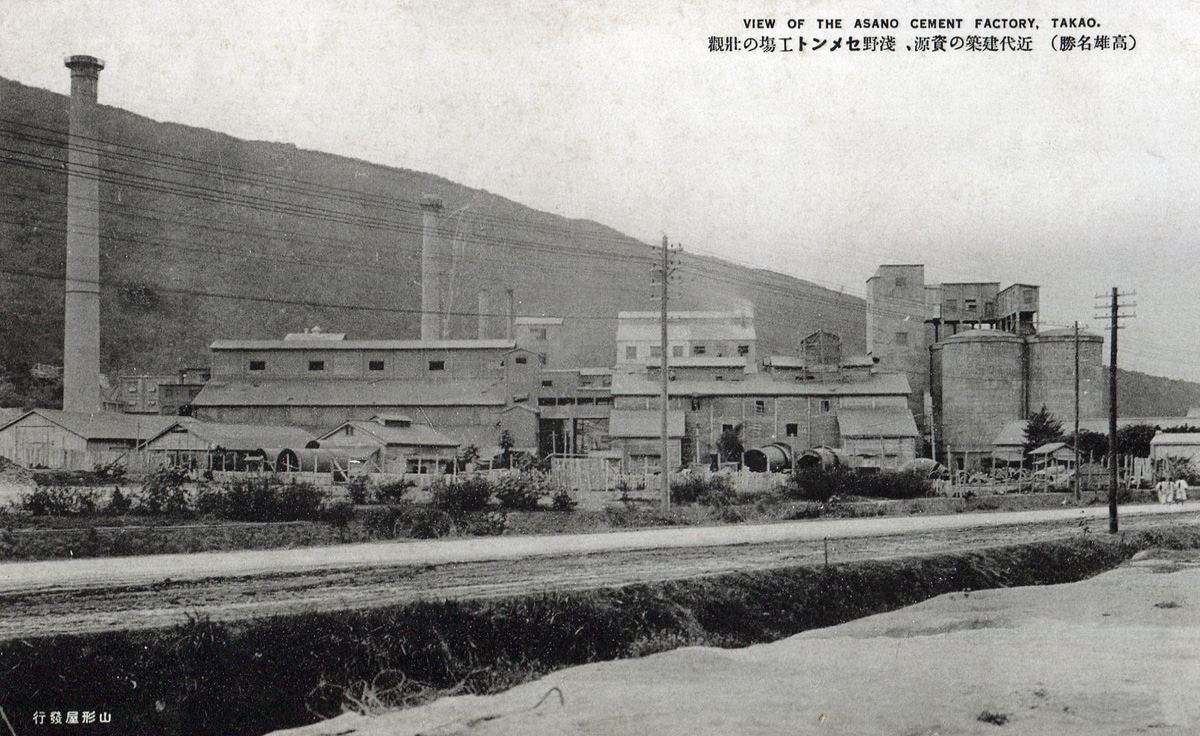
浅野セメント台湾工場

- 南日本化学工業株式会社臭素工廠（中国語版）
- 台湾倉庫株式会社田町倉庫（中国語版）

## 宗教施設
- 高雄神社
- 金光教高雄教会所
- 天理教山明大教会打狗宣教所
- 天理教東高雄教会
- 天理教本高雄教会
- 万寿山龍泉寺（中国語版）
- 本願寺高雄布教所
- 南溟山賽船寺
- 浄土宗高雄布教所
- 真言宗高野山高雄布教所
- 顕徳寺
- 日蓮宗高雄布教所
- 天台宗高雄布教所
- 大寿山南禅寺
- 曹洞宗寿山寺布教所
- 本門佛立教会高親会場

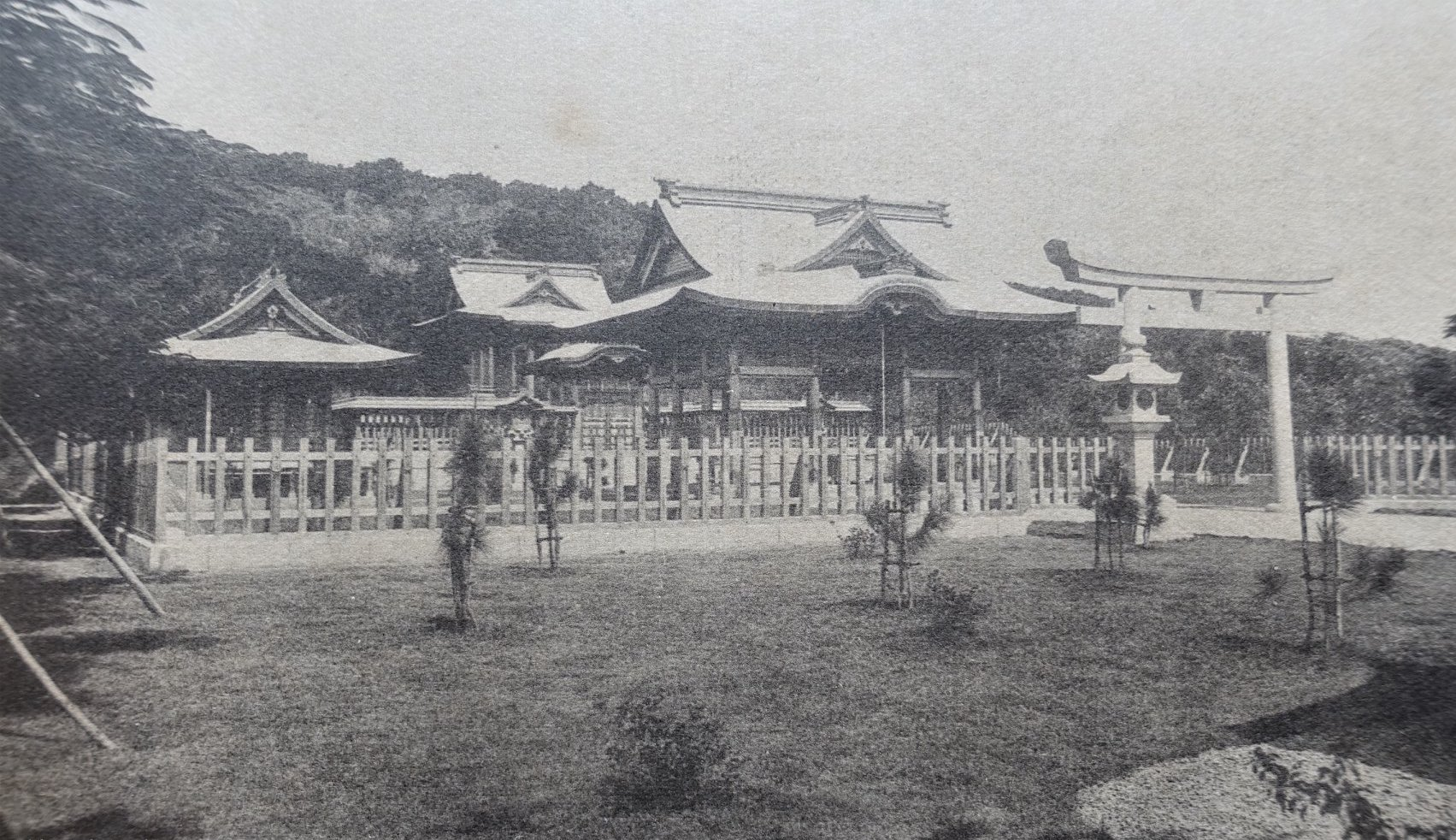
高雄神社

- 苓雅寮天主公教会（現：玫瑰聖母聖殿司教座堂）
- 旗後台湾基督長老教
- 台湾基督長老教会高雄教会
- 高雄日本基督教会
- 高雄聖潔教会
- 救世軍高雄小隊

## 交通

### 鉄道
台湾総督府鉄道
- 縦貫線（新線）

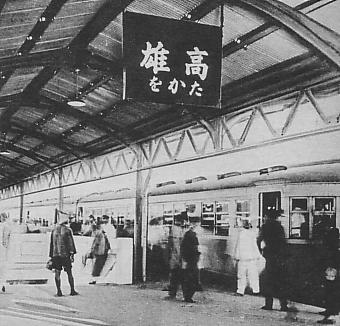
高雄駅ホーム

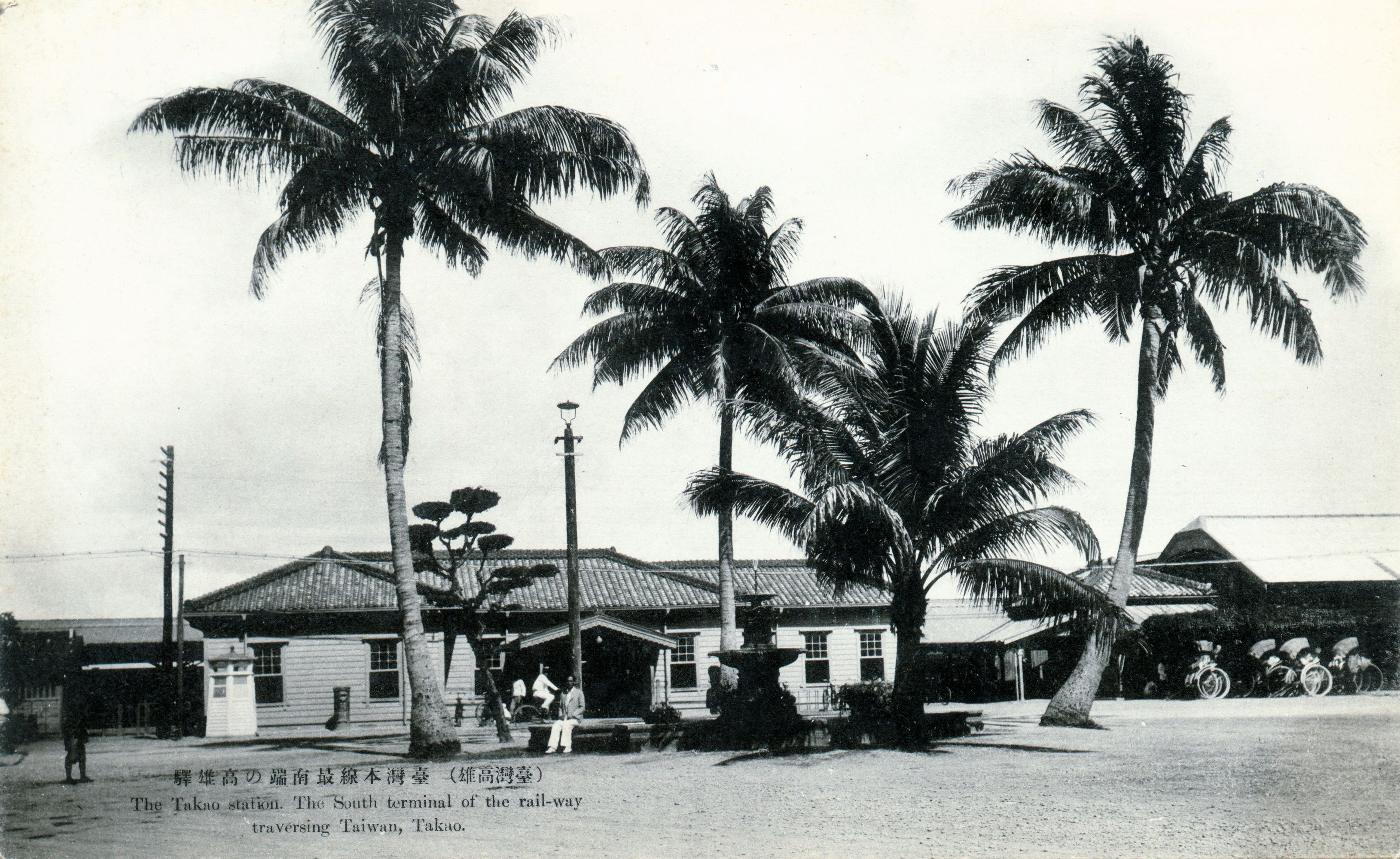
高雄港駅

  - - 楠梓 - 旧城 - 田町（貨物駅） - 高雄
- 縦貫線（旧線）
  - 田町 - 寿山 - 高雄港
- 屏東線
  - 高雄港 - 寿山 - 三塊厝 - 高雄 -

### 渡し船
- 湊町 - 旗後
- 湊町 - 哨船町
- 哨船町 - 旗後
- 新浜町 - 旗後
- 苓雅寮 - 旗後

### 航路

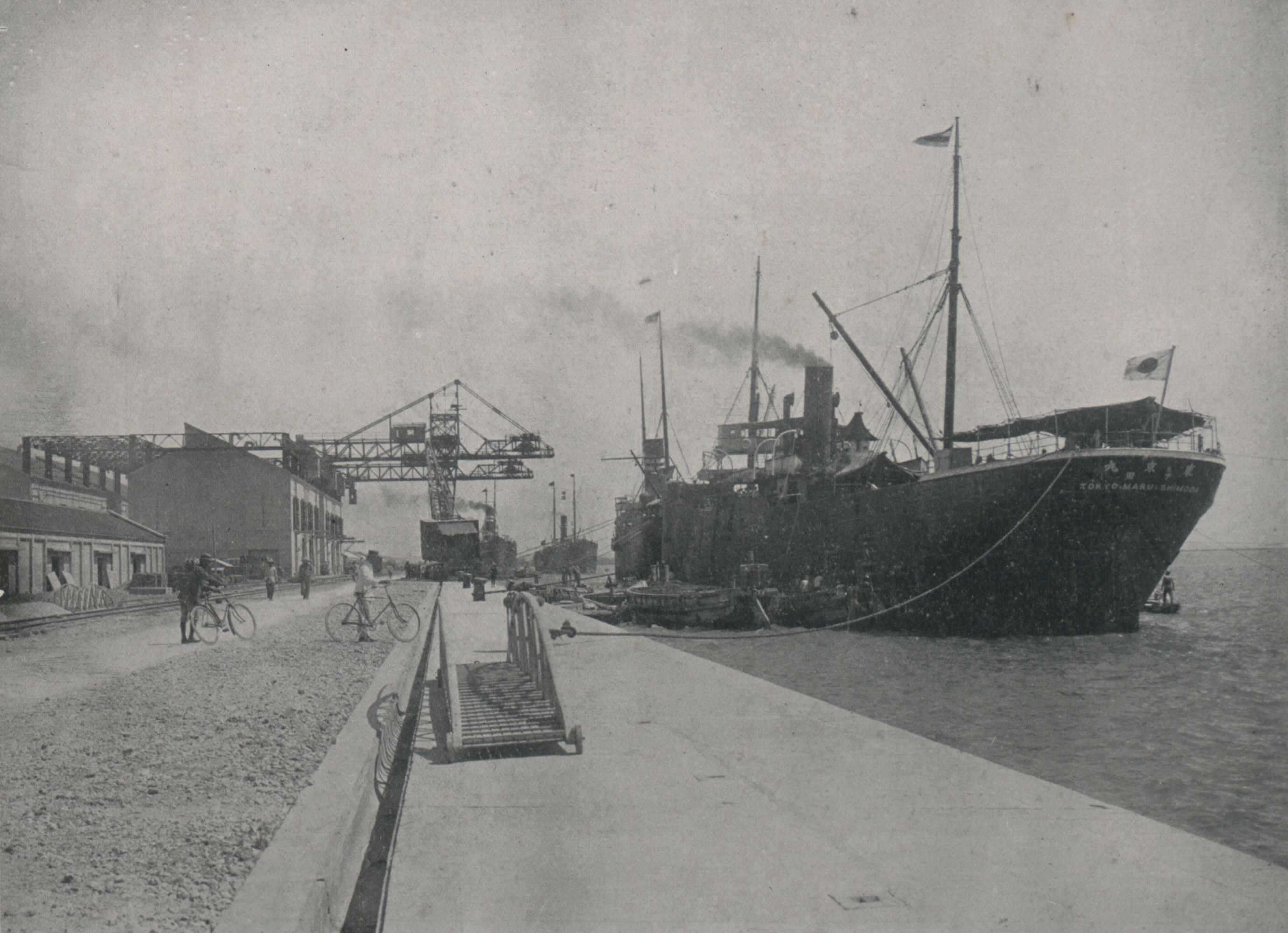
高雄港

#### 命令航路
- 高雄横浜線
- 沿岸東線
- 高雄馬公線
- 高雄広東線
- 高雄上海線
- 高雄大連線
- 高雄天津線
- 高雄仁川線
- 高雄清津線
- 高雄比律賓線
- 高雄爪哇線

#### 自由航路
- 高雄横浜線
- 高雄大阪線
- 高雄北海道線
- 横浜盤谷線
- 高雄大連線
- 台湾九州北鮮線
- 内地台湾線

## 観光・娯楽
- 西子湾海水浴場（中国語版）
- 旗後海水浴場（現：旗津海水浴場）
- 高雄観光館（現：西子湾蔣介石行館（中国語版））
- 寿山ゴルフ場
- 高雄競馬場
- 高雄遊廓
- 高雄銀座（中国語版）
- 吉井百貨店（中国語版）
- 高雄劇場

- 臨海道路
- 西子湾海水浴場
- 高雄銀座
- 吉井百貨店
- 高雄劇場